# Darion Atkins
Darion Ray Atkins (Clinton, 17 settembre 1992) è un cestista statunitense.

## Carriera
Cresce nella squadra del suo college, i Virginia Cavaliers. Nel 2015 viene notato dai Westchester Knicks, squadra della NBA Development League dopo non essere stato selezionato agli NBA Draft. Con il club di White Plains disputa in totale 50 partite. Nella stagione successiva, si trasferisce in Europa con i gialloviola dell'Hapoel Holon (unica squadra riuscita nel 2008 a fermare la supremazia Maccabi Tel Aviv in Israele). Dal luglio 2017, dopo aver disputato la Summer League di Las Vegas con i Phoenix Suns diventa un nuovo giocatore dello Strasburgo. Il 26 luglio 2022 firma un accordo per la stagione 2022-23 con la Dolomiti Energia Trentino.

## Palmarès
- Coppa di Francia: 1

Strasburgo: 2017-18